# Le Cap de la Gitane
Le Cap de la Gitane est un roman de René Mauriès paru le 17 septembre 1974 aux éditions Fayard et ayant reçu le Prix Interallié la même année.

## Éditions
- Le Cap de la Gitane, Éditions Fayard, 1974  (ISBN 2213001677).